# جيفري هاربيسون
جيفري هاربيسون (بالإنجليزية: Jeffrey Harbeson)‏ (و. – م) هو ضابط من الولايات المتحدة الأمريكية .